# Murhvelvingen

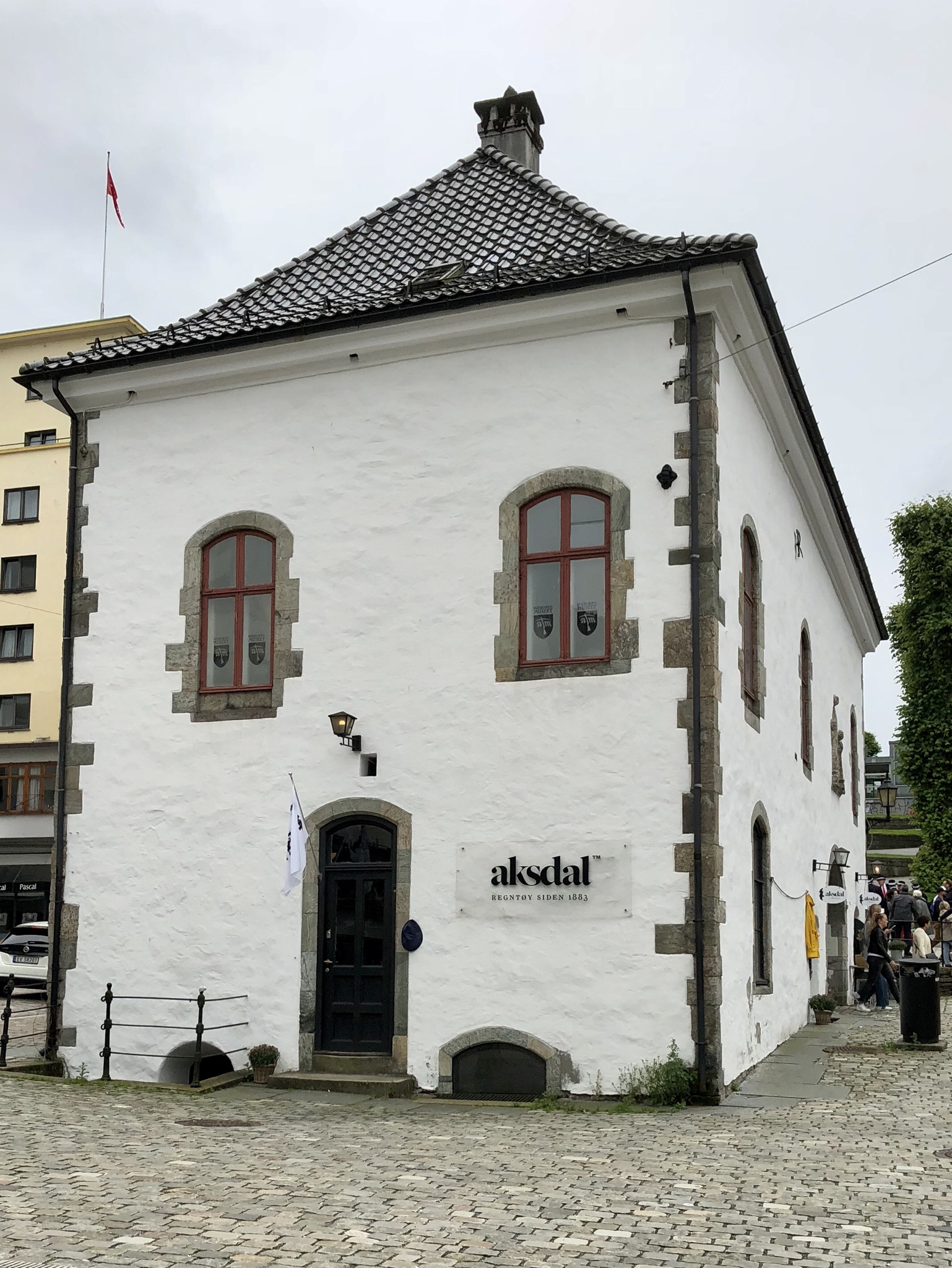
Murhvelvingen, Blick auf die Nordseite 2019

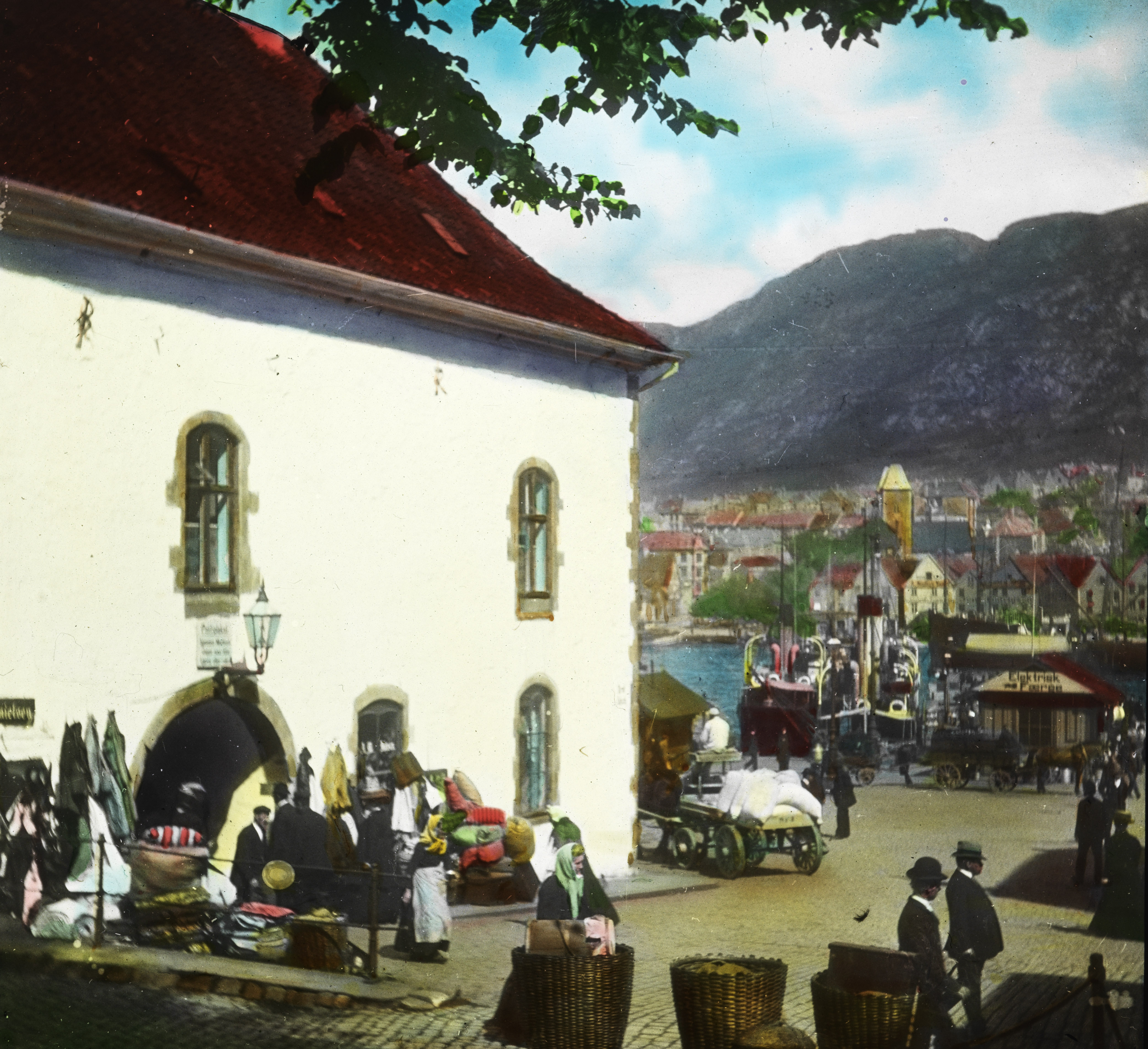
Um 1910

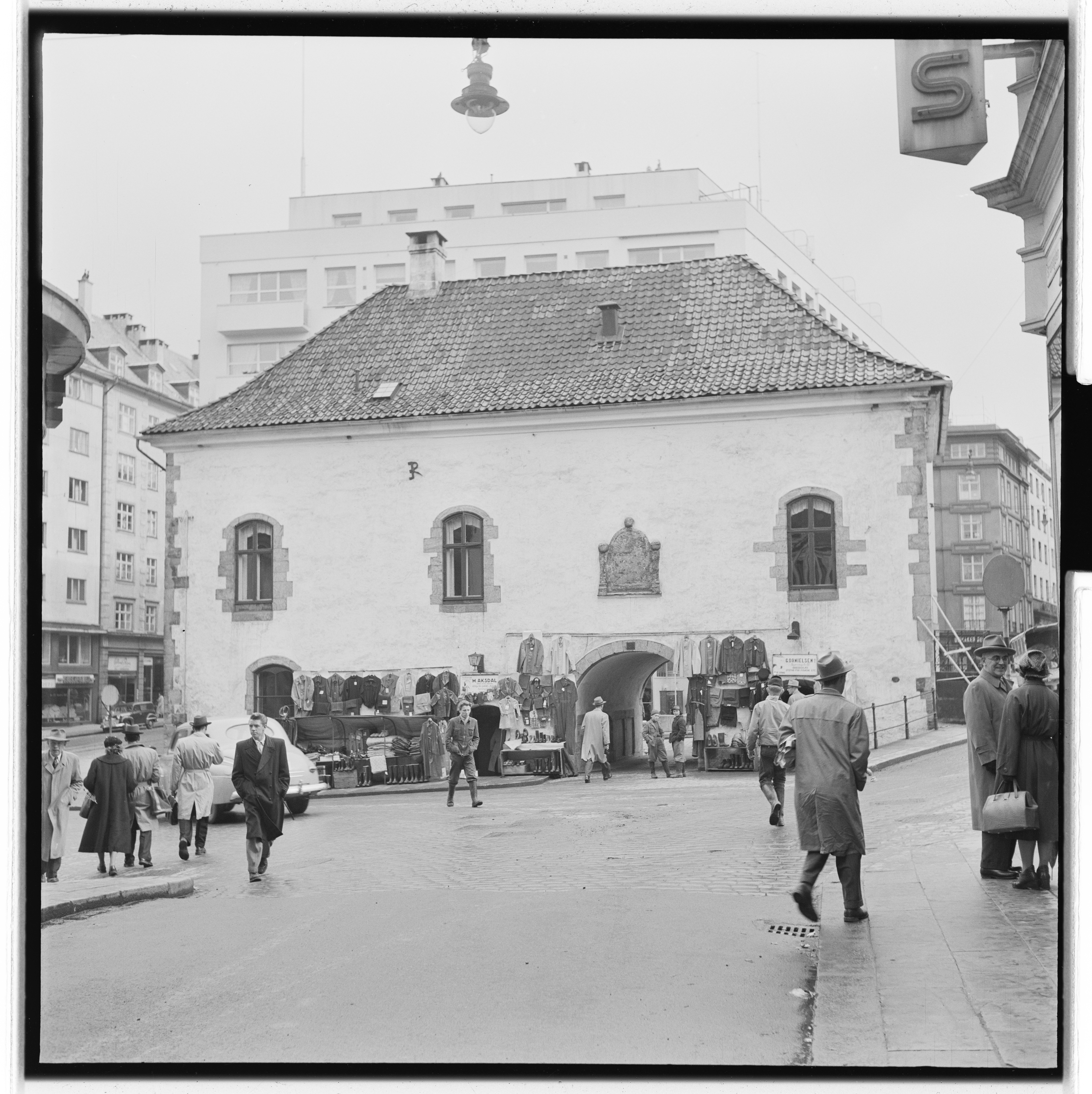
Blick auf die Westseite im Jahr 1955

Murhvelvingen, auch schlicht als Muren bezeichnet, ist ein denkmalgeschütztes ehemaliges Wohngebäude in der norwegischen Stadt Bergen. Es wird heute als Museum genutzt.

## Lage
Es befindet sich in der Innenstadt von Bergen, südlich des Hafens der Stadt auf der Südseite der Strandgaten. Südlich des Hauses verläuft die Straße Østre Murallmenningen.

## Architektur und Geschichte
Das zweigeschossige Gebäude entstand im Jahr 1561, nach einem zuvor erfolgten Stadtbrand und wurde möglicherweise auf älteren Grundmauern errichtet. Zum Bau wurden wohl zum Teil Steine der Ruine des Klosters Munkeliv genutzt. Bauherr war Erik Rosenkrantz, ein Lehnsherr der Festung Bergenhus.  Es erinnert in seiner Gestaltung an ein Stadttor, woraus sich der aus mur (deutsch Mauer) und hvelving (Wölbung) zusammensetzt. Die Fassaden sind weiß verputzt, die Gebäudekanten mit Steinen betont. Durch den südlichen Teil des Hauses führt im Erdgeschoss ein Durchgang. Oberhalb der westlichen Tordurchfahrt befindet sich eine Wappenkartusche aus der Zeit der Renaissance, die vermutlich ursprünglich das Wappen der Familie Rosenkrantz enthielt.
In den Jahren 1625, 1640 und 1643 kam es zu Bränden im Gebäude. 1651/52 wurde es mit öffentlichen Mitteln instand gesetzt und dann für eine Wacheinheit genutzt. Das heutige Dach des Hauses wurde nach dem Stadtbrand des Jahres 1702 errichtet. Eine letzte Beschädigung durch einen Stadtbrand erfolgte 1756. Ab dem 18. Jahrhundert gelangte das Gebäude wieder in privates Eigentum, wurde dann jedoch in den Jahren 1880 bis 1882 von den verschiedenen Eigentümern durch die Brauereivereinigung erworben. Ein im Gewölbe befindlicher Brunnen wurde von der Gemeinde zur öffentlichen Nutzung freigegeben. Ein an der Westseite zeitweise bestehender Anbau wurde abgerissen. Im Jahr 1922 übernahm das Unternehmen A/S Vinmonopolet das Vermögen der Brauereivereinigung und damit auch das Gebäude. 1924 wurde es von der Gemeinde Bergen erworben. Eine kirchliche Verwaltung betrieb von 1929 bis 1975 im Obergeschoss ein Büro. Seit 1977 ist im Haus das die Geschichte der Buekorps darstellende Buekorpsmuseum ansässig.
Seit der zweiten Hälfte des 17. Jahrhunderts befand sich im Erdgeschoss des Hauses ein Handelsgeschäft. Das Unternehmen Aksdal, welches insbesondere mit Regenbekleidung handelt, besteht dort seit 1883. Im Obergeschoss befanden sich Räume für gesellschaftliche Zwecke. Überliefert ist die 1565 gefeierte Hochzeit von Brynhilde Benkestok und dem Vogt Erik Hanssøn Schønnebøl. Mitte des 19. Jahrhunderts bestand hier das Café for Striler og Strilejenter. 1880 richtete Samlaget das Toddysal for et bedrestilt publikum ein, welches jedoch ebenfalls wieder eingestellt wurde.